# Ottomaanse lire

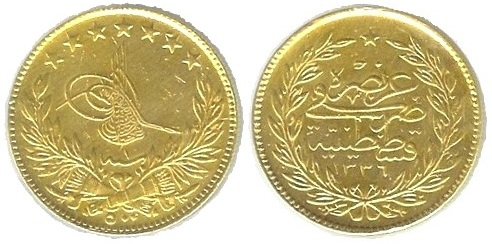
Muntstukken van 5 Ottomaanse lire

De Ottomaanse lire was de officiële munteenheid die in het Ottomaanse Rijk werd gebruikt van 1844 tot 1 november 1922. Na de afschaffing van het sultanaat werd het tot 23 oktober 1923 officieel in Turkije gebruikt. Het duurde echter 1927 voordat de Ottomaanse lire volledig uit de circulatie verdween en werd vervangen door de Turkse lira.